# 2025-ös Formula–1 emilia-romagnai nagydíj
Az emilia-romagnai nagydíj a 2025-ös Formula–1 világbajnokság hetedik futama volt, amelyet 2025. május 16. és május 18. között rendeztek meg az olaszországi Autodromo Enzo e Dino Ferrari versenypályán, Imolában.

## Választható keverékek
| Abroncs              | Friss | Használt |
| -------------------- | ----- | -------- |
| Kemény keverék (C4)  |       |          |
| Közepes keverék (C5) |       |          |
| Lágy keverék (C6)    |       |          |
| Átmeneti esőgumi (I) |       |          |
| Teljes esőgumi (W)   |       |          |

## Szabadedzések
Az emilia-romagnai nagydíj első szabadedzését május 16-án, pénteken délután tartották, magyar idő szerint 13:30-tól.
| helyezés | versenyző             | csapat/motor                 | elért idő | különbség | futott kör |
| -------- | --------------------- | ---------------------------- | --------- | --------- | ---------- |
| 1.       | Oscar Piastri         | McLaren-Mercedes             | 1:16,545  | –         | 23         |
| 2.       | Lando Norris          | McLaren-Mercedes             | 1:16,557  | +0,012    | 23         |
| 3.       | Carlos Sainz Jr.      | Williams-Mercedes            | 1:16,597  | +0,052    | 19         |
| 4.       | George Russell        | Mercedes                     | 1:16,599  | +0,054    | 26         |
| 5.       | Lewis Hamilton        | Ferrari                      | 1:16,641  | +0,096    | 22         |
| 6.       | Pierre Gasly          | Alpine-Renault               | 1:16,696  | +0,151    | 21         |
| 7.       | Max Verstappen        | Red Bull-Honda RBPT          | 1:16,905  | +0,360    | 15         |
| 8.       | Alexander Albon       | Williams-Mercedes            | 1:16,922  | +0,377    | 21         |
| 9.       | Gabriel Bortoleto     | Kick Sauber-Ferrari          | 1:16,925  | +0,380    | 23         |
| 10.      | Nico Hülkenberg       | Kick Sauber-Ferrari          | 1:16,998  | +0,453    | 23         |
| 11.      | Lance Stroll          | Aston Martin Aramco-Mercedes | 1:17,032  | +0,487    | 23         |
| 12.      | Charles Leclerc       | Ferrari                      | 1:17,077  | +0,532    | 23         |
| 13.      | Andrea Kimi Antonelli | Mercedes                     | 1:17,094  | +0,549    | 23         |
| 14.      | Fernando Alonso       | Aston Martin Aramco-Mercedes | 1:17,121  | +0,576    | 22         |
| 15.      | Liam Lawson           | Racing Bulls-Honda RBPT      | 1:17,286  | +0,741    | 22         |
| 16.      | Cunoda Júki           | Red Bull-Honda RBPT          | 1:17,356  | +0,811    | 18         |
| 17.      | Franco Colapinto      | Alpine-Renault               | 1:17,373  | +0,828    | 21         |
| 18.      | Oliver Bearman        | Haas-Ferrari                 | 1:17,446  | +0,901    | 20         |
| 19.      | Isack Hadjar          | Racing Bulls-Honda RBPT      | 1:17,641  | +1,096    | 19         |
| 20.      | Esteban Ocon          | Haas-Ferrari                 | 1:17,662  | +1,117    | 20         |

Az emilia-romagnai nagydíj második szabadedzését május 16-án, pénteken délután tartották, magyar idő szerint 17:00-tól.
| helyezés | versenyző             | csapat/motor                 | elért idő | különbség | futott kör |
| -------- | --------------------- | ---------------------------- | --------- | --------- | ---------- |
| 1.       | Oscar Piastri         | McLaren-Mercedes             | 1:15,293  | –         | 25         |
| 2.       | Lando Norris          | McLaren-Mercedes             | 1:15,318  | +0,025    | 27         |
| 3.       | Pierre Gasly          | Alpine-Renault               | 1:15,569  | +0,276    | 29         |
| 4.       | George Russell        | Mercedes                     | 1:15,693  | +0,400    | 23         |
| 5.       | Max Verstappen        | Red Bull-Honda RBPT          | 1:15,735  | +0,442    | 26         |
| 6.       | Charles Leclerc       | Ferrari                      | 1:15,768  | +0,475    | 27         |
| 7.       | Isack Hadjar          | Racing Bulls-Honda RBPT      | 1:15,792  | +0,499    | 22         |
| 8.       | Cunoda Júki           | Red Bull-Honda RBPT          | 1:15,827  | +0,534    | 29         |
| 9.       | Alexander Albon       | Williams-Mercedes            | 1:15,916  | +0,623    | 29         |
| 10.      | Carlos Sainz Jr.      | Williams-Mercedes            | 1:15,934  | +0,641    | 28         |
| 11.      | Lewis Hamilton        | Ferrari                      | 1:15,943  | +0,650    | 25         |
| 12.      | Oliver Bearman        | Haas-Ferrari                 | 1:16,009  | +0,716    | 26         |
| 13.      | Franco Colapinto      | Alpine-Renault               | 1:16,044  | +0,751    | 29         |
| 14.      | Fernando Alonso       | Aston Martin Aramco-Mercedes | 1:16,220  | +0,927    | 21         |
| 15.      | Liam Lawson           | Racing Bulls-Honda RBPT      | 1:16,255  | +0,962    | 22         |
| 16.      | Gabriel Bortoleto     | Kick Sauber-Ferrari          | 1:16,339  | +1,046    | 27         |
| 17.      | Lance Stroll          | Aston Martin Aramco-Mercedes | 1:16,341  | +1,048    | 23         |
| 18.      | Andrea Kimi Antonelli | Mercedes                     | 1:16,406  | +1,113    | 26         |
| 19.      | Nico Hülkenberg       | Kick Sauber-Ferrari          | 1:16,419  | +1,126    | 26         |
| 20.      | Esteban Ocon          | Haas-Ferrari                 | 1:16,420  | +1,127    | 24         |

Az emilia-romagnai nagydíj harmadik szabadedzését május 17-én, szombat délután tartották, magyar idő szerint 12:30-tól.
| helyezés | versenyző             | csapat/motor                 | elért idő | különbség | futott kör |
| -------- | --------------------- | ---------------------------- | --------- | --------- | ---------- |
| 1.       | Lando Norris          | McLaren-Mercedes             | 1:14,897  | –         | 19         |
| 2.       | Oscar Piastri         | McLaren-Mercedes             | 1:14,997  | +0,100    | 19         |
| 3.       | Max Verstappen        | Red Bull-Honda RBPT          | 1:15,078  | +0,181    | 17         |
| 4.       | Andrea Kimi Antonelli | Mercedes                     | 1:15,399  | +0,502    | 15         |
| 5.       | Charles Leclerc       | Ferrari                      | 1:15,451  | +0,554    | 26         |
| 6.       | Carlos Sainz Jr.      | Williams-Mercedes            | 1:15,457  | +0,560    | 21         |
| 7.       | Isack Hadjar          | Racing Bulls-Honda RBPT      | 1:15,508  | +0,611    | 20         |
| 8.       | George Russell        | Mercedes                     | 1:15,662  | +0,765    | 14         |
| 9.       | Alexander Albon       | Williams-Mercedes            | 1:15,732  | +0,835    | 20         |
| 10.      | Lewis Hamilton        | Ferrari                      | 1:15,787  | +0,890    | 25         |
| 11.      | Fernando Alonso       | Aston Martin Aramco-Mercedes | 1:15,819  | +0,922    | 18         |
| 12.      | Oliver Bearman        | Haas-Ferrari                 | 1:15,944  | +1,047    | 14         |
| 13.      | Lance Stroll          | Aston Martin Aramco-Mercedes | 1:15,975  | +1,078    | 22         |
| 14.      | Liam Lawson           | Racing Bulls-Honda RBPT      | 1:15,977  | +1,080    | 21         |
| 15.      | Pierre Gasly          | Alpine-Renault               | 1:15,990  | +1,093    | 14         |
| 16.      | Gabriel Bortoleto     | Kick Sauber-Ferrari          | 1:16,046  | +1,149    | 17         |
| 17.      | Cunoda Júki           | Red Bull-Honda RBPT          | 1:16,110  | +1,213    | 14         |
| 18.      | Franco Colapinto      | Alpine-Renault               | 1:16,210  | +1,313    | 14         |
| 19.      | Nico Hülkenberg       | Kick Sauber-Ferrari          | 1:16,238  | +1,341    | 16         |
| 20.      | Esteban Ocon          | Haas-Ferrari                 | 1:16,387  | +1,490    | 15         |

## Időmérő edzés
Az emilia-romagnai nagydíj időmérő edzését május 17-én, szombat délután tartották, magyar idő szerint 16:00-tól.
| helyezés              | rajtszám | versenyző             | csapat/motor                 | Q1         | Q2         | Q3       | rajthely | futott kör |
| --------------------- | -------- | --------------------- | ---------------------------- | ---------- | ---------- | -------- | -------- | ---------- |
| 1                     | 81       | Oscar Piastri         | McLaren-Mercedes             | 1:15,500   | 1:15,214   | 1:14,670 | 1        | 18         |
| 2                     | 1        | Max Verstappen        | Red Bull Racing-Honda RBPT   | 1:15,175   | 1:15,394   | 1:14,704 | 2        | 17         |
| 3                     | 63       | George Russell        | Mercedes                     | 1:15,852   | 1:15,334   | 1:14,807 | 3        | 17         |
| 4                     | 4        | Lando Norris          | McLaren-Mercedes             | 1:15,894   | 1:15,261   | 1:14,962 | 4        | 19         |
| 5                     | 14       | Fernando Alonso       | Aston Martin Aramco-Mercedes | 1:15,695   | 1:15,442   | 1:15,431 | 5        | 19         |
| 6                     | 55       | Carlos Sainz Jr.      | Williams-Mercedes            | 1:15,987   | 1:15,198   | 1:15,432 | 6        | 21         |
| 7                     | 23       | Alexander Albon       | Williams-Mercedes            | 1:16,123   | 1:15,521   | 1:15,473 | 7        | 20         |
| 8                     | 18       | Lance Stroll          | Aston Martin Aramco-Mercedes | 1:15,817   | 1:15,497   | 1:15,581 | 8        | 21         |
| 9                     | 6        | Isack Hadjar          | Racing Bulls-Honda RBPT      | 1:16,263   | 1:15,510   | 1:15,746 | 9        | 17         |
| 10                    | 10       | Pierre Gasly          | Alpine-Renault               | 1:15,937   | 1:15,505   | 1:15,787 | 10       | 17         |
| 11                    | 16       | Charles Leclerc       | Ferrari                      | 1:16,108   | 1:15,604   |          | 11       | 14         |
| 12                    | 44       | Lewis Hamilton        | Ferrari                      | 1:16,163   | 1:15,765   |          | 12       | 14         |
| 13                    | 12       | Andrea Kimi Antonelli | Mercedes                     | 1:15,943   | 1:15,772   |          | 13       | 13         |
| 14                    | 5        | Gabriel Bortoleto     | Kick Sauber-Ferrari          | 1:16,340   | 1:16,260   |          | 14       | 15         |
| 15                    | 43       | Franco Colapinto      | Alpine-Renault               | 1:16,256   | idő nélkül |          | 16       | 5          |
| 16                    | 30       | Liam Lawson           | Racing Bulls-Honda RBPT      | 1:16,379   |            |          | 15       | 6          |
| 17                    | 27       | Nico Hülkenberg       | Kick Sauber-Ferrari          | 1:16,518   |            |          | 17       | 9          |
| 18                    | 31       | Esteban Ocon          | Haas-Ferrari                 | 1:16,613   |            |          | 18       | 9          |
| 19                    | 87       | Oliver Bearman        | Haas-Ferrari                 | 1:16,918   |            |          | 19       | 8          |
| 107%-os idő: 1:20,437 |          |                       |                              |            |            |          |          |            |
| Nk                    | 22       | Cunoda Júki           | Red Bull Racing-Honda RBPT   | idő nélkül |            |          | boxutca  | 2          |

## Futam
Az emilia-romagnai nagydíj futamát május 18-án, vasárnap délután tartották, magyar idő szerint 15:00-tól.
| helyezés | rajtszám | versenyző             | csapat/motor                 | futott kör | idő/kiesés oka | rajthely | pont |
| -------- | -------- | --------------------- | ---------------------------- | ---------- | -------------- | -------- | ---- |
| 1        | 1        | Max Verstappen        | Red Bull Racing-Honda RBPT   | 63         | 1:31:33,199    | 2        | 25   |
| 2        | 4        | Lando Norris          | McLaren-Mercedes             | 63         | +6,109         | 4        | 18   |
| 3        | 81       | Oscar Piastri         | McLaren-Mercedes             | 63         | +12,956        | 1        | 15   |
| 4        | 44       | Lewis Hamilton        | Ferrari                      | 63         | +14,356        | 12       | 12   |
| 5        | 23       | Alexander Albon       | Williams-Mercedes            | 63         | +17,945        | 7        | 10   |
| 6        | 16       | Charles Leclerc       | Ferrari                      | 63         | +20,774        | 11       | 8    |
| 7        | 63       | George Russell        | Mercedes                     | 63         | +22,034        | 3        | 6    |
| 8        | 55       | Carlos Sainz Jr.      | Williams-Mercedes            | 63         | +22,898        | 6        | 4    |
| 9        | 6        | Isack Hadjar          | Racing Bulls-Honda RBPT      | 63         | +23,586        | 9        | 2    |
| 10       | 22       | Cunoda Júki           | Red Bull Racing-Honda RBPT   | 63         | +26,446        | boxutca  | 1    |
| 11       | 14       | Fernando Alonso       | Aston Martin Aramco-Mercedes | 63         | +27,250        | 5        |      |
| 12       | 27       | Nico Hülkenberg       | Kick Sauber-Ferrari          | 63         | +30,296        | 17       |      |
| 13       | 10       | Pierre Gasly          | Alpine-Renault               | 63         | +31,424        | 10       |      |
| 14       | 30       | Liam Lawson           | Racing Bulls-Honda RBPT      | 63         | +32,511        | 15       |      |
| 15       | 18       | Lance Stroll          | Aston Martin Aramco-Mercedes | 63         | +32,993        | 8        |      |
| 16       | 43       | Franco Colapinto      | Alpine-Renault               | 63         | +33,411        | 16       |      |
| 17       | 87       | Oliver Bearman        | Haas-Ferrari                 | 63         | +33,808        | 19       |      |
| 18       | 5        | Gabriel Bortoleto     | Kick Sauber-Ferrari          | 63         | +38,572        | 14       |      |
| Ki       | 12       | Andrea Kimi Antonelli | Mercedes                     | 44         | elektronika    | 13       |      |
| Ki       | 31       | Esteban Ocon          | Haas-Ferrari                 | 27         | erőforrás      | 18       |      |

## A világbajnokság állása a verseny után
| H   | Versenyzők            | Pont | H   | Konstruktőrök                | Pont |
| --- | --------------------- | ---- | --- | ---------------------------- | ---- |
| 1.  | Oscar Piastri         | 146  | 1.  | McLaren-Mercedes             | 279  |
| 2.  | Lando Norris          | 133  | 2.  | Mercedes                     | 147  |
| 3.  | Max Verstappen        | 124  | 3.  | Red Bull Racing-Honda RBPT   | 131  |
| 4.  | George Russell        | 99   | 4.  | Ferrari                      | 114  |
| 5.  | Charles Leclerc       | 61   | 5.  | Williams-Mercedes            | 51   |
| 6.  | Lewis Hamilton        | 53   | 6.  | Haas-Ferrari                 | 20   |
| 7.  | Andrea Kimi Antonelli | 48   | 7.  | Aston Martin Aramco-Mercedes | 14   |
| 8.  | Alexander Albon       | 40   | 8.  | Racing Bulls-Honda RBPT      | 10   |
| 9.  | Esteban Ocon          | 14   | 9.  | Alpine-Renault               | 7    |
| 10. | Lance Stroll          | 14   | 10. | Kick Sauber-Ferrari          | 6    |

(A teljes táblázat)

## Statisztikák
- Vezető helyen:
  - Max Verstappen: 63 kör (1-63)
- Oscar Piastri 3. pole-pozíciója.
- Max Verstappen 34. versenyben futott leggyorsabb köre és 65. futamgyőzelme.
- A Red Bull Racing 124. futamgyőzelme.
- Max Verstappen 116., Lando Norris 32., és Oscar Piastri 16. dobogós helyezése.
- A Red Bull Racing 400. Formula–1-es nagydíja és 100. versenyben futott leggyorsabb köre.[1] Ezzel beállították a Scuderia Ferrari rekordját, miszerint zsinórban 17 szezonban legalább egyszer megszerezték a legjobb köridő egy futamon.[2]